# Chalonnes-sous-le-Lude
Chalonnes-sous-le-Lude è un comune francese di 138 abitanti situato nel dipartimento del Maine e Loira nella regione dei Paesi della Loira.

## Società

### Evoluzione demografica
Abitanti censiti